# Zapiekanka

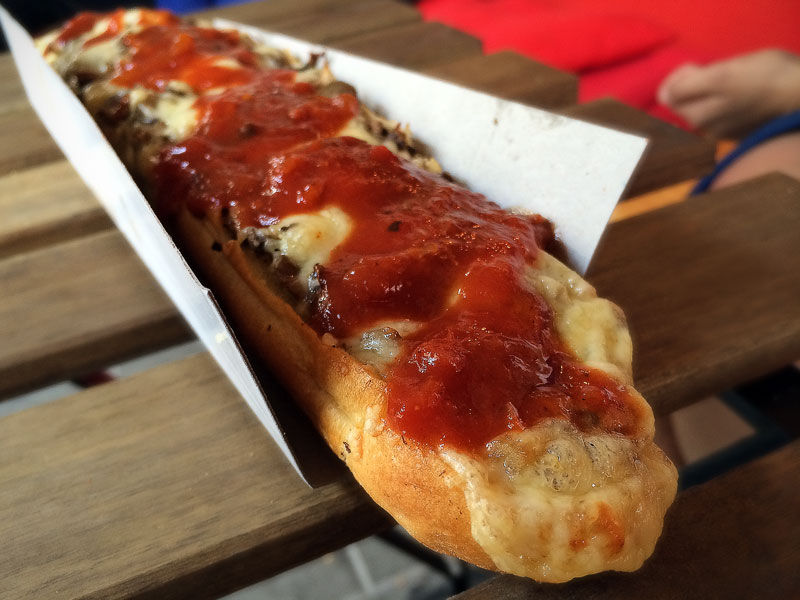
Zapiekanka

A zapiekanka – más néven „lengyel pizza” – tipikus lengyel ételféleség. Az 1970-es évek óta létezik. Ez egyfajta szendvics, amely általában baguette-ből áll gombával, sonkával és sajttal. A zapiekankát gyakran ketchuppal vagy majonézzel tálalják.